# Colombièr lo Jove
Colombier-le-Jeune és un municipi francès situat al departament de l'Ardecha i a la regió d'Alvèrnia-Roine-Alps. L'any 2007 tenia 546 habitants.

## Demografia

### Població
El 2007 la població de fet de Colombier-le-Jeune era de 546 persones. Hi havia 236 famílies de les quals 72 eren unipersonals (40 homes vivint sols i 32 dones vivint soles), 88 parelles sense fills, 60 parelles amb fills i 16 famílies monoparentals amb fills.
La població ha evolucionat segons el següent gràfic:
Habitants censats

### Habitatges
El 2007 hi havia 332 habitatges, 236 eren l'habitatge principal de la família, 66 eren segones residències i 30 estaven desocupats. 310 eren cases i 15 eren apartaments. Dels 236 habitatges principals, 186 estaven ocupats pels seus propietaris, 40 estaven llogats i ocupats pels llogaters i 10 estaven cedits a títol gratuït; 1 tenia una cambra, 9 en tenien dues, 31 en tenien tres, 62 en tenien quatre i 133 en tenien cinc o més. 189 habitatges disposaven pel capbaix d'una plaça de pàrquing. A 105 habitatges hi havia un automòbil i a 108 n'hi havia dos o més.

### Piràmide de població
La piràmide de població per edats i sexe el 2009 era:
| Homes | Edats   | Dones |
| ----- | ------- | ----- |
| 0     | 95 o +  | 0     |
| 0     | 90 a 94 | 4     |
| 0     | 85 a 89 | 4     |
| 0     | 80 a 84 | 8     |
| 12    | 75 a 79 | 16    |
| 36    | 70 a 74 | 12    |
| 12    | 65 a 69 | 16    |
| 24    | 60 a 64 | 20    |
| 4     | 55 a 59 | 20    |
| 16    | 50 a 54 | 8     |
| 32    | 45 a 49 | 16    |
| 4     | 40 a 44 | 16    |
| 16    | 35 a 39 | 20    |
| 20    | 30 a 34 | 16    |
| 24    | 25 a 29 | 16    |
| 8     | 20 a 24 | 8     |
| 32    | 15 a 19 | 8     |
| 8     | 10 a 14 | 12    |
| 8     | 5 a 9   | 36    |
| 20    | 0 a 4   | 4     |

## Economia
El 2007 la població en edat de treballar era de 331 persones, 226 eren actives i 105 eren inactives. De les 226 persones actives 207 estaven ocupades (120 homes i 87 dones) i 19 estaven aturades (7 homes i 12 dones). De les 105 persones inactives 44 estaven jubilades, 26 estaven estudiant i 35 estaven classificades com a «altres inactius».

### Ingressos
El 2009 a Colombier-le-Jeune hi havia 240 unitats fiscals que integraven 557,5 persones, la mediana anual d'ingressos fiscals per persona era de 13.317 €.

### Activitats econòmiques
Dels 19 establiments que hi havia el 2007, 2 eren d'empreses alimentàries, 1 d'una empresa de construcció, 5 d'empreses de comerç i reparació d'automòbils, 2 d'empreses d'hostatgeria i restauració, 6 d'entitats de l'administració pública i 3 d'empreses classificades com a «altres activitats de serveis».
Dels 3 establiments de servei als particulars que hi havia el 2009, 1 era un electricista i 2 perruqueries.
Dels 3 establiments comercials que hi havia el 2009, 1 era una botiga de més de 120 m², 1 una botiga de menys de 120 m² i 1 una fleca.
L'any 2000 a Colombier-le-Jeune hi havia 48 explotacions agrícoles que ocupaven un total de 750 hectàrees.

## Equipaments sanitaris i escolars
L'únic equipament sanitari que hi havia el 2009 era una ambulància.
El 2009 hi havia 2 escoles elementals.

## Poblacions més properes
El següent diagrama mostra les poblacions més properes.